# Mammelomys
A Mammelomys az emlősök (Mammalia) osztályának a rágcsálók (Rodentia) rendjébe, ezen belül az egérfélék (Muridae) családjába tartozó nem.
A Mammelomys-fajokat korábban a Melomys nembe sorolták.

## Rendszerezés
A nembe az alábbi 2 faj tartozik:
- Mammelomys lanosus Thomas, 1922 - korábban Melomys lanosus
- Yapen-szigeti mozaikfarkú-patkány (Mammelomys rattoides) Thomas, 1922 - típusfaj; korábban Melomys rattoides